# Burt (Míchigan)
Burt es un lugar designado por el censo ubicado en el condado de Saginaw en el estado estadounidense de Míchigan. En el Censo de 2010 tenía una población de 1228 habitantes y una densidad poblacional de 104,85 personas por km².

## Geografía
Burt se encuentra ubicado en las coordenadas 43°13′46″N 83°54′35″O / 43.22944, -83.90972. Según la Oficina del Censo de los Estados Unidos, Burt tiene una superficie total de 11.71 km², de la cual 11.69 km² corresponden a tierra firme y (0.15%) 0.02 km² es agua.

## Demografía
Según el censo de 2010, había 1228 personas residiendo en Burt. La densidad de población era de 104,85 hab./km². De los 1228 habitantes, Burt estaba compuesto por el 93.4% blancos, el 1.47% eran afroamericanos, el 0.49% eran amerindios, el 0.08% eran asiáticos, el 0.08% eran isleños del Pacífico, el 0.98% eran de otras razas y el 3.5% pertenecían a dos o más razas. Del total de la población el 4.15% eran hispanos o latinos de cualquier raza.